# Месут Їлмаз
Месу́т Їлма́з (тур. Mesut Yılmaz); 6 листопада 1947, Стамбул, Туреччина — 30 жовтня 2020) — турецький державний і політичний діяч, дипломат кримськотатарського походження. Походив з родини, яка втікла до чорноморського міста Різе з Криму після Кримської війни.

## Біографія
Народився 6 листопада 1947 року в місті Стамбул, Туреччина. Закінчив Університет Анкари, згодом Кельнський університет.
З 1983 — заступник голови партії «Партії Батьківщина» (ANAP).
З 1983 — депутат турецького парламенту.
У 1983 — міністр інформації Туреччини.
У 1986 — міністр культури і туризму Туреччини.
З 1987 — міністр закордонних справ Туреччини.
З 1987 по 2002 — очолював Партію Батьківщина.
У 1991 — прем'єр-міністр Туреччини.
У 1996 — прем'єр-міністр Туреччини.
З 1997 по 1998 — прем'єр-міністр Туреччини.
У 1998 — пішов у відставку після винесення турецьким парламентом вотуму недовіри уряду у зв'язку із звинуваченнями у корупції.
У 2000 — заступник Прем'єр-міністра Туреччини.
У 2001 — представив програму підготовки Туреччини до вступу до ЄС і забезпечення прав курдів.
У 2004 — звинувачений у корупції, перебував під слідством.
У 2007 — обраний незалежним депутатом парламенту від міста Різе.